# Bathyllus albicinctus
Bathyllus albicinctus is een halfvleugelig insect uit de familie Aphrophoridae. De wetenschappelijke naam van deze soort is voor het eerst geldig gepubliceerd in 1842 door Erichson.